# Nizina Andaluzyjska
Nizina Andaluzyjska (hiszp. Depresión del Guadalquivir) – nizina w południowej części Półwyspu Iberyjskiego, w Hiszpanii, w regionie Andaluzja. Ograniczona od północy górami Sierra Morena, od południa Górami Betyckimi i Zatoką Kadyksu od południowego zachodu. Nizina rozciąga się na długości ok. 600 km a jej powierzchnia wynosi ok. 35 000 km². Średnia wysokość to ok. 100 m n.p.m. Zbudowana z osadów aluwialnych nanoszonych przez rzekę Gwadalkiwir, która tworzy u wylotu Niziny Andaluzyjskiej rozległą, zabagnioną deltę (Park Narodowy Doñana). Przeważającą część niziny stanowią tereny o charakterze równinnym.
Nizina Andaluzyjska jest ważnym regionem rolniczym z żyznymi glebami, na których uprawiane są przede wszystkim oliwki, pszenica i winorośl.